# Beciu (okręg Vrancea)
Beciu – wieś w Rumunii, w okręgu Vrancea, w gminie Vârteșcoiu. W 2011 roku liczyła 375
mieszkańców.